# Turn Blue
Albums de The Black Keys
El Camino
(2011) Let's Rock
(2019)
Singles
1. Fever
Sortie : 24 mars 2014
2. Turn Blue
Sortie : 14 avril 2014

Turn Blue est le huitième album studio du groupe de rock américain The Black Keys, paru le 12 mai 2014. Co-produit par Danger Mouse et par le groupe, l'album sort sur le label Nonesuch Records. Une première session d'enregistrement a lieu pendant l'été 2013 à Sunset Sound, à Hollywood. Au début de l'année 2014, deux autres sessions sont effectuées : aux studios Key Club, à Benton Harbor, dans le Michigan ainsi que dans le studio du guitariste Dan Auerbach Easy Eye Sound Studio à Nashville. L'album a d'abord été annoncé sur Twitter par l'intermédiaire de l'ancien boxeur Mike Tyson puis à travers des vidéos postées sur YouTube montrant un hypnotiseur joué par Micah Fitzgerald,. La chanson Fever est rendue publique le 24 mars 2014, en même temps que la pochette et la liste des chansons.

## Fiche technique

### Liste des chansons
| No  | Titre               | Auteur | Durée |
| --- | ------------------- | ------ | ----- |
| 1.  | Weight of Love      |        | 6:50  |
| 2.  | In Time             |        | 4:28  |
| 3.  | Turn Blue           |        | 3:42  |
| 4.  | Fever               |        | 4:06  |
| 5.  | Year in Review      |        | 3:48  |
| 6.  | Bullet in the Brain |        | 4:15  |
| 7.  | It's Up to You Now  |        | 3:10  |
| 8.  | Waiting on Words    |        | 3:37  |
| 9.  | 10 Lovers           |        | 3:33  |
| 10. | In Our Prime        |        | 4:38  |
| 11. | Gotta Get Away      |        | 3:02  |

### Interprètes
The Black Keys
- Dan Auerbach : chant, guitare, guitare basse, clavier
- Patrick Carney : batterie, clavier, percussion

Musiciens additionnels
- Brian Burton : clavier, piano
- Regina, Ann, et Alfreda McCrary : chœurs sur Weight of Love, Turn Blue et 10 Lovers

## Certifications
| Pays                  | Certification | Unités certifiées |
| --------------------- | ------------- | ----------------- |
| Canada (Music Canada) | Platine       | 80 000            |
| États-Unis (RIAA)     | Or            | 500 000           |
| Royaume-Uni (BPI)     | Or            | 100 000           |